# Phi1 Ceti
Phi1 Ceti (17 Ceti) é uma estrela na direção da constelação de Cetus. Possui uma ascensão reta de 00h 44m 11.41s e uma declinação de −10° 36′ 33.4″. Sua magnitude aparente é igual a 4.77. Considerando sua distância de 210 anos-luz em relação à Terra, sua magnitude absoluta é igual a 0.73. Pertence à classe espectral K0IIIvar. É uma estrela variável suspeita e é componente do sistema phi Ceti.